# Astragalus densus
Astragalus densus är en ärtväxtart som beskrevs av Mikhail Grigoríevič Popov. Astragalus densus ingår i släktet vedlar, och familjen ärtväxter. Inga underarter finns listade i Catalogue of Life.